# Крутой, Дмитрий Николаевич
Дми́трий Никола́евич Круто́й (бел. Дзмітрый Мікалаевіч Крутой, иногда Круты; род. 10 января 1981, Белыничи, Могилёвская область, БССР, СССР) — белорусский государственный деятель. Глава Администрации президента Республики Беларусь с 27 июня 2024.
Министр экономики Республики Беларусь (18 августа 2018 — 29 ноября 2019), первый вице-премьер Совета Министров Республики Беларусь (29 ноября 2019 — 3 июня 2020), заместитель главы Администрации президента Республики Беларусь (4 июня 2020 — 1 августа 2022), посол Республики Беларусь в России (1 августа 2022 — 27 июня 2024).

## Биография
Родился 10 января 1981 года в Белыничах Могилёвской области.
В 2003 году окончил Белорусский государственный технологический университет, начал работать на кафедре экономики и управления на предприятиях химико-лесного комплекса, в том же году поступил в аспирантуру. В 2004 году поступил на работу Министерство лесного хозяйства Республики Беларусь — ведущим, затем главным экономистом в управлении экономики и инвестиций, с 2006 года — заместитель начальника управления лесного комплекса главного управления агропромышленного и лесного комплексов этого министерства. В 2010 году окончил Академию управления при Президенте Республики Беларусь. В том же году перешёл на работу в Министерство экономики Республики Беларусь: до 2014 года был заместителем начальника главного управления агропромышленного и лесного комплексов — начальником управления лесного комплекса, в 2014—2017 годах — заместитель министра, в 2017—2018 годах — первый заместитель министра экономики.
18 августа 2018 года был назначен министром экономики Республики Беларусь в новом правительстве Сергея Румаса. На момент назначения (37 лет) был самым молодым министром в правительстве. Представляя Крутого коллективу министерства, Румас заявил: «Я жду от Вас и от Вашей команды новых идей. Потому что все мы понимаем, что время течёт, все меняется, мир меняется вокруг нас очень быстро и руководить экономикой старыми методами уже не всегда получается».
С 29 ноября 2019 года по 3 июня 2020 года был первым заместителем премьер-министра Республики Беларусь.
4 июня 2020 года назначен на должность заместителя главы Администрации президента Республики Беларусь.
31 августа 2020 года Крутой включён в список лиц, на которых наложен бессрочный запрет на въезд в Латвию, пятилетний запрет на въезд в Эстонию и запрет на въезд в Литву в связи с тем, что своими действиями он организовал и поддержал фальсификацию президентских выборов 9 августа и последующее насильственное подавление мирных протестов. 1 августа 2022 года назначен чрезвычайным и полномочным послом Республики Беларусь в Российской Федерации и по совместительству полномочным представителем Республики Беларусь при Экономическом совете Содружества Независимых Государств, специальным представителем Республики Беларусь по вопросам интеграционного сотрудничества в рамках Союзного государства, Евразийского экономического союза, Содружества Независимых Государств, Организации Договора о коллективной безопасности. На этой должности он неоднократно направлял письма в различные российские органы власти против Анжелики Агурбаш и других противников Лукашенко, проживающих в России.
27 июня 2024 года уволен с должности посла в России и назначен главой Администрации президента Республики Беларусь.

## Взгляды
Высказывался за решение проблем закредитованности предприятий и неэффективного распределения средств, а также за уменьшение зависимости страны от колебаний российского рубля, работу с предпринимателями, взаимодействие в рамках интеграционных объединений и изучение вопроса о вступлении в ВТО. Также высказывался в поддержку административно-территориальной реформы.

## Личная жизнь
Женат, имеет двоих детей.